# U-421 (tàu ngầm Đức)
U-421 là một tàu ngầm tấn công  Lớp Type VII thuộc phân lớp Type VIIC được Hải quân Đức Quốc Xã chế tạo trong Chiến tranh Thế giới thứ hai. Nhập biên chế năm 1943, nó chỉ thực hiện được hai chuyến tuần tra và không đánh chìm được mục tiêu nào. U-421 bị đánh chìm trong một cuộc không kích của máy bay Hoa Kỳ xuống cảng Toulon, Pháp vào ngày 29 tháng 4, 1944.

## Thiết kế và chế tạo

### Thiết kế

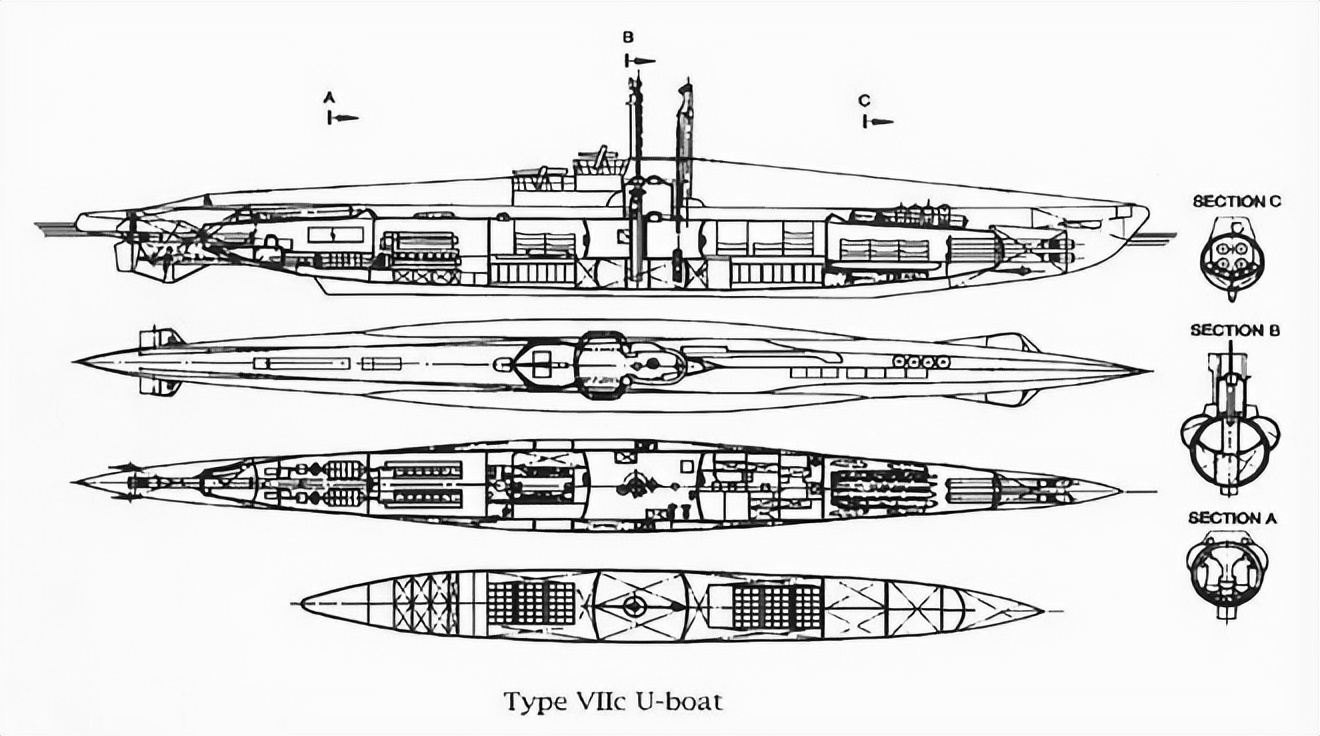
Sơ đồ các mặt cắt một tàu ngầm Type VIIC

Phân lớp VIIC của Tàu ngầm Type VII là một phiên bản VIIB được kéo dài thêm. Chúng có trọng lượng choán nước 769 t (757 tấn Anh) khi nổi và 871 t (857 tấn Anh) khi lặn). Con tàu có chiều dài chung 67,10 m (220 ft 2 in), lớp vỏ trong chịu áp lực dài 50,50 m (165 ft 8 in), mạn tàu rộng 6,20 m (20 ft 4 in), chiều cao 9,60 m (31 ft 6 in) và mớn nước 4,74 m (15 ft 7 in).
Chúng trang bị hai động cơ diesel Germaniawerft F46 siêu tăng áp 6-xy lanh 4 thì, tổng công suất 2.800–3.200 PS (2.100–2.400 kW; 2.800–3.200 bhp), dẫn động hai trục chân vịt đường kính 1,23 m (4,0 ft), cho phép đạt tốc độ tối đa 17,7 kn (32,8 km/h), và tầm hoạt động tối đa 8.500 nmi (15.700 km) khi đi tốc độ đường trường 10 kn (19 km/h). Khi đi ngầm dưới nước, chúng sử dụng hai động cơ/máy phát điện Garbe, Lahmeyer & Co. RP 137/c  tổng công suất 750 PS (550 kW; 740 shp). Tốc độ tối đa khi lặn là 7,6 kn (14,1 km/h), và tầm hoạt động 80 nmi (150 km) ở tốc độ 4 kn (7,4 km/h). Con tàu có khả năng lặn sâu đến 230 m (750 ft).
Vũ khí trang bị có năm ống phóng ngư lôi 53,3 cm (21 in), bao gồm bốn ống trước mũi và một ống phía đuôi, và mang theo tổng cộng 14 quả ngư lôi, hoặc tối đa 22 quả thủy lôi TMA, hoặc 33 quả TMB. Tàu ngầm Type VIIC bố trí một hải pháo 8,8 cm SK C/35 cùng một pháo phòng không 2 cm (0,79 in) trên boong tàu. Thủy thủ đoàn bao gồm 4 sĩ quan và 40-56 thủy thủ.

### Chế tạo
U-421 được đặt hàng vào ngày 10 tháng 4, 1941, và được đặt lườn tại xưởng tàu Danziger Werft ở Danzig (nay là Gdańsk thuộc Ba Lan) vào ngày 20 tháng 1, 1942. Nó được hạ thủy vào ngày 24 tháng 9, 1942, và nhập biên chế cùng Hải quân Đức Quốc Xã vào ngày 13 tháng 1, 1943 dưới quyền chỉ huy của Hạm trưởng, Trung úy Hải quân Hans Kolbus.

## Lịch sử hoạt động
Sau khi hoàn tất việc huấn luyện trong thành phần Chi hạm đội U-boat 8, U-421 được điều động sang Chi hạm đội U-boat 9 từ ngày 1 tháng 11, 1943 để hoạt động trên tuyến đầu.

### Chuyến tuần tra thứ nhất
U-421 xuất phát từ cảng Kiel, Đức vào ngày 6 tháng 11, 1943 cho chuyến tuần tra đầu tiên trong chiến tranh. Nó đã tiến ra Bắc Hải dọc theo bờ biển Na Uy, rồi băng qua khe GI-UK giữa quần đảo Faroe và Iceland để vòng qua quần đảo Anh và hoạt động tại khu vực giữa Đại Tây Dương. Trên đường hướng về phía bờ biển Đại Tây Dương của Pháp, trong vịnh Biscay vào ngày 8 tháng 1, 1944, chiếc U-boat bị một máy bay ném bom B-24 Liberator thuộc Liên đội 224 Không quân Hoàng gia Anh (RAF) tấn công với sự hỗ trợ của đèn Leigh, ném xuống tám quả mìn sâu. U-421 chống trả bằng hỏa lực phòng không và lặn khẩn cấp để ẩn nấp, nhưng vẫn bị hư hại nhẹ. Nó kết thúc chuyến tuần tra, và đi đến cảng Brest, Pháp đã bị Đức chiếm đóng, đến nơi vào ngày 8 tháng 1.

### Chuyến tuần tra thứ hai
Xuất phát từ cảng Brest vào ngày 19 tháng 2, 1944 cho chuyến tuần tra tiếp theo, U-421 tìm cách xâm nhập qua eo biển Gibraltar được lực lượng Anh canh phòng dày đặc để đi sang khu vực Địa Trung Hải.
Trên đường đi ngoài khơi Lisbon, Bồ Đào Nha vào ngày 2 tháng 3, chiếc tàu ngầm bị một máy bay ném bom Vickers Wellington thuộc Liên đội 179 RAF phát hiện qua radar và tấn công với sự hỗ trợ của đèn Leigh. Tuy nhiên khẩu pháo trên chiếc Wellington bị kẹt đạn sau khi bắn được 30 phát, và hỏa lực phòng không chính xác của chiếc U-boat khiến các quả mìn sâu thả xuống không trúng đích, nên U-421 chạy thoát mà không bị hư hại, còn chiếc Wellington trở về được căn cứ ba giờ sau đó chỉ với một động cơ.
Chiếc tàu ngầm băng qua eo biển Gibraltar thành công vào ngày 9 tháng 3, và đi đến cảng Toulon, Pháp vào ngày 1 tháng 4. Nó được điều động gia nhập Chi hạm đội U-boat 29 từ ngày 1 tháng 4 để hoạt động trong khu vực Địa Trung Hải.

### Bị mất
Máy bay ném bom thuộc Không lực 15 Không lực Lục quân Hoa Kỳ đã tiến hành không kích xuống cảng Toulon vào ngày 29 tháng 4, 1944, và U-421 bị đánh chìm trong cảng tại tọa độ 43°07′B 05°55′Đ / 43,117°B 5,917°Đ. Xác tàu đắm được trục vớt và tháo dỡ vào năm 1946.

### "Bầy sói" tham gia
U-421 từng tham gia sáu bầy sói:
- Coronel (4 – 8 tháng 12, 1943)
- Coronel 1 (8 – 14 tháng 12, 1943)
- Coronel 2 (14 – 17 tháng 12, 1943)
- Föhr (18 – 23 tháng 12, 1943)
- Rügen 6 (23 – 26 tháng 12, 1943)
- Hela (28 tháng 12, 1943 – 1 tháng 1, 1944)